# SonneMondSterne

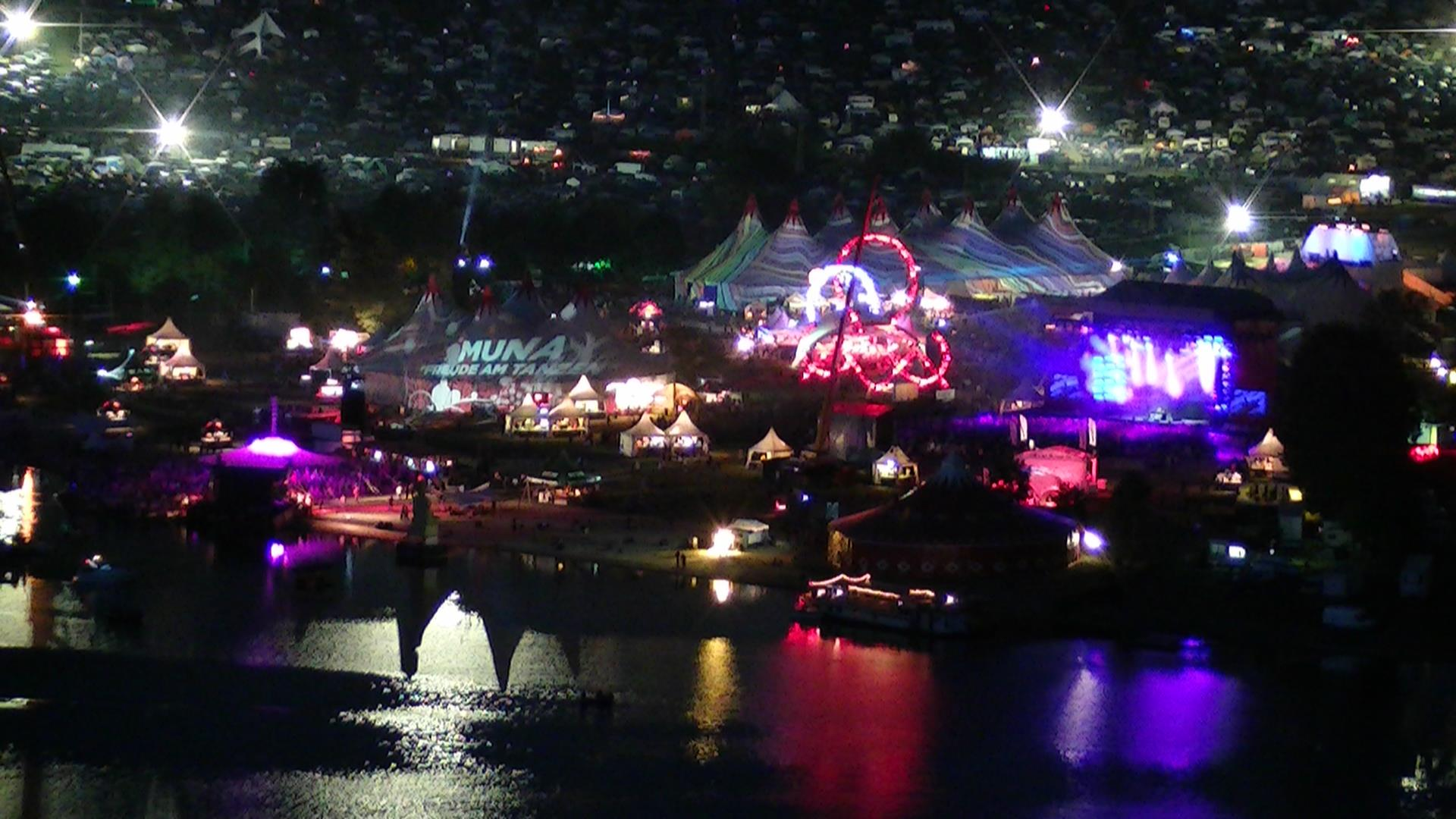
SonneMondSterne

SonneMond&Sterne (Duits voor "Zon Maan & Sterren"), ook wel SMS genoemd, is een groot 3-daags festival in Saalburg, Duitsland, waar merendeel trance en techno wordt gedraaid. Het festival wordt altijd in het tweede weekend van augustus gehouden. Naast het festivalterrein is er een camping met ruimte voor feestgangers. 

## Geschiedenis
Het festival werd voor het eerst georganiseerd in 1997, toen bezochten 2500 houseliefhebbers SMS I. SMS in 2011 trok 35.000 bezoekers uit geheel Europa.

## DJ's
Voor het festival in 2009 (SMS XIII) zijn 140 dj's geboekt. Deze dj's zijn te horen op 7 podia en spelen 24 uur per dag.

## Line-up
Deze DJ's draaiden in het verleden ook op SMS:
2005
Sven Väth, Tiësto, Richie Hawtin, Ricardo Villalobos, The Prodigy, WestBam, Dave Clarke, Die Fantastischen Vier, Deichkind, Röyksopp, Akustikrausch, Ellen Allien, Northern Lite, DJ Rush, Alter Ego, Timo Maas, DJ Koze
2006
Kraftwerk, Basement Jaxx, Audio Bullys, Westbam und Band, Annie, Deichkind, Rex The Dog, Johannes Heil, Tobi Neumann, Scissor Sisters, Der Dritte Raum, Sven Väth, Paul van Dyk, Turntablerocker, Chris Liebing, DJ Hell, DJ Koze, Moguai, Carl Craig, Ricardo Villalobos, Moonbootica, James Zabiela, Toni Rios, Pascal F.E.O.S., Frank Lorber
2007
Faithless, Die Fantastischen Vier, Paul van Dyk, Miss Kittin, Moonbootica, DJ Rush, Dave Clarke, DJ Karotte, Tobi Neumann, Johannes Heil, Ricardo Villalobos, James Holden, New Young Pony Club, Northern Lite, 2raumwohnung & Band, The Chemical Brothers, Sven Väth, Polarkreis 18, Laurent Garnier, Ellen Allien, Der Dritte Raum, Frank Lorber
2008
Massive Attack, Moby, Fettes Brot, Sven Väth, Magda, Richie Hawtin, Troy Pierce, Heartthrob, Extrawelt ,MIA., Deichkind, Digitalism, Simian Mobile Disco, Northern Lite, Zoot Woman, DJ Koze, Boys Noize, Alter Ego, Lexy & K-Paul, Moonbootica, Felix Kröcher, Dubfire, Tiefschwarz, Karotte, Wighnomy Brothers, Moguai, Tobias Lützenkirchen, Tobi Neumann
2009
Peter Fox, The Prodigy, Carl Cox, Sven Väth, Mr. Oizo, Deichkind, Laurent Garnier, MIA., Northern Lite, Lexy & K-Paul
2010
Die Fantastischen Vier, Underworld, Faithless, David Guetta, Richie Hawtin aka Plastikman, Sven Väth, Jan Delay & Disko No.1, Lexy & K-Paul, Miss Kittin, Kruder und Dorfmeister, Moguai, Ellen Allien, Tiefschwarz, Felix Kröcher, Dapayk & Padberg, Boris Dlugosch, Boys Noize, Martin Anacker
2011
The Chemical Brothers (DJ-s Waarvan al bekend is die komen draaien)